# Ostrakon della ballerina
L'Ostrakon figurato con rappresentazione di una ballerina in posizione acrobatica (più brevemente detto Ostrakon della ballerina) è una scheggia di calcare dipinta con la materia colorante tipica di quel periodo e raffigurante una danzatrice egizia, facente parte della collezione Drovetti del Museo Egizio di Torino (cat. 7052). Il reperto misura 11,5 x 17 x 4 cm., proviene dallo scavo del villaggio di Deir el-Medina e risale alla XIX-XX dinastia (1292–1076 a.C.) del periodo del Nuovo Regno.

## Descrizione
Gli ostraka sono giunti fino a noi in gran numero dall'Antico Egitto, con testi o motivi pittorici. La particolarità di questo ostrakon è nel soggetto raffigurato: una giovane donna a seno nudo che esegue un piegamento all'indietro, nella cosiddetta posizione del "ponte". Il dipinto si discosta dai canoni della pittura egizia, che sintetizza il corpo umano in una postura fissa e tratti simbolici. Se tali regole sono sempre rispettate nella raffigurazione di dei, faraoni o sacerdoti, per simboleggiarne il ruolo e l'importanza, è nella rappresentazione di personaggi minori, come in questo caso una ballerina, che si può trovare una maggiore naturalezza.